# Ordavelya
Ordavelya är en ort i Azerbajdzjan.   Den ligger i distriktet Lerik Rayonu, i den södra delen av landet, 210 km sydväst om huvudstaden Baku. Ordavelya ligger 863 meter över havet och antalet invånare är 190.
Terrängen runt Ordavelya är kuperad. Närmaste större samhälle är Lerik, 10,3 km söder om Ordavelya. 
I omgivningarna runt Ordavelya växer i huvudsak blandskog. Runt Ordavelya är det ganska tätbefolkat, med 120 invånare per kvadratkilometer.